# Astrid Kuttner
Astrid Kuttner (* 13. Juli 1958 in Innsbruck) ist eine ehemalige österreichische Politikerin (Grüne). Sie war von 1988 bis 1989 Abgeordnete zum Nationalrat.
Kuttner besuchte nach der Volksschule eine Mittelschule und absolvierte nach der Matura die Sozialakademie. Danach war sie von 1978 bis 1981 als diplomierte Sozialarbeiterin beim Stadtmagistrat Innsbruck beschäftigt und in der Folge als Hausfrau tätig. Sie vertrat die Grünen zwischen 1983 und 1986 im Gemeinderat von Innsbruck und rückte am 23. November 1988 in den Nationalrat nach, dem sie bis zum 31. Oktober 1989 angehörte.